# Pierre couverte de la Vacherie
Pour les articles homonymes, voir Pierre couverte.
La Pierre couverte de la Vacherie est un dolmen situé à Distré, dans le département français de Maine-et-Loire en France.

## Protection
L'édifice est classé au titre des monuments historiques en 1976.

## Description
C'est un parfait dolmen du type angevin avec son portique. La table de couverture du portique et l'orthostate de la chambre sépulcrale sont tombés au sol.